# 周立民
周立民（1967年7月—），男，山东人，中华人民共和国外交官，曾任中华人民共和国驻悉尼总领事，现任中华人民共和国驻基里巴斯共和国特命全权大使。

## 生平
1990年，进入中华人民共和国外交部工作，先后在外交部办公厅、驻荷兰大使馆、外交部领事司、驻多伦多总领事馆任职。2008年，任驻纽约总领事馆副总领事。2013年8月，挂职河北省张家口市副市长。2015年，任外交部领事司参赞，后升任外交部领事司副司长。2020年10月，出任中华人民共和国驻悉尼总领事。2023年8月，自驻悉尼总领事离任。9月，出任中华人民共和国驻基里巴斯大使。

## 家庭
已婚，有一子。